# فيرتود
فيرتود (بالمجرية: Fertőd) هي بلدة تقع في المجر في مقاطعة ديور-موشون-سوبرون. يقدر عدد سكانها بـ 3,474 نسمة ومساحتها 48.54 كم2.